# Ghil'ad Zuckermann
Ghil'ad Zuckermann, född 1 juni 1971 i Tel Aviv, är professor i lingvistik vid Adelaides universitet, Australien.
Han har en doktorsexamen från Oxfords universitet.
Zuckermann hävdar att den moderna hebreiskan är så olik den klassiska att den bör gå under namnet israeliska.

### Böcker
- Revivalistics: From the Genesis of Israeli to Language Reclamation in Australia and Beyond, Oxford University Press. 2020. ISBN 9780199812790 / ISBN 9780199812776
- Language Contact and Lexical Enrichment in Israeli Hebrew, Palgrave Macmillan. 2003. ISBN 9781403917232 / ISBN 9781403938695
- Israelit Safa Yafa (Israeli – A Beautiful Language). Tel Aviv: Am Oved. 2008. ISBN 9789651319631. http://www.zuckermann.org/israelit.html.
- Engaging – A Guide to Interacting Respectfully and Reciprocally with Aboriginal and Torres Strait Islander People, and their Arts Practices and Intellectual Property. Australia. 2015. http://www.zuckermann.org/guide.html.
- Dictionary of the Barngarla Aboriginal Language of Eyre Peninsula, South Australia. Australia. 2018. http://www.dictionary.barngarla.org/.
- Jewish Language Contact (Special Issue of the International Journal of the Sociology of Language 226). 2014. https://www.degruyter.com/downloadpdf/j/ijsl.2014.2014.issue-226/ijsl-2014-frontmatter226/ijsl-2014-frontmatter226.pdf. Arkiverad 26 juli 2018 hämtat från the Wayback Machine.
- Burning Issues in Afro-Asiatic Linguistics. 2012. http://www.cambridgescholars.com/download/sample/58082.

### Artiklar
- Zuckermann, Ghil'ad; Quer, Giovanni; Shakuto, Shiori (2014). ”Native Tongue Title: Proposed Compensation for the Loss of Aboriginal Languages”. Australian Aboriginal Studies 2014/1:  sid. 55-71. http://www.professorzuckermann.com/#!native-tongue-title/cufd.
- Zuckermann, Ghil'ad; Walsh, Michael (2014). ”“Our Ancestors Are Happy!”: Revivalistics in the Service of Indigenous Wellbeing”. Foundation for Endangered Languages XVIII:  sid. 113-119. http://www.professorzuckermann.com/our-ancestors-are-happy-.
- Zuckermann, Ghil'ad; Walsh, Michael (2011). ”Stop, Revive, Survive: Lessons from the Hebrew Revival Applicable to the Reclamation, Maintenance and Empowerment of Aboriginal Languages and Cultures”. Australian Journal of Linguistics 31:  sid. 111–127. http://www.zuckermann.org/pdf/Revival_Linguistics.pdf.
- Zuckermann, Ghil'ad (2009). ”Hybridity versus Revivability: Multiple Causation, Forms and Patterns”. Journal of Language Contact 2:  sid. 40–67. http://www.zuckermann.org/pdf/Hybridity_versus_Revivability.pdf.
- Zuckermann, Ghil'ad (2006). ”A New Vision for "Israeli Hebrew": Theoretical and Practical Implications of Analysing Israel's Main Language as a Semi-Engineered Semito-European Hybrid Language”. Journal of Modern Jewish Studies 5:  sid. 57–71. http://www.zuckermann.org/pdf/new-vision.pdf.
- Zuckermann, Ghil'ad (2004). ”Cultural Hybridity: Multisourced Neologization in "Reinvented" Languages and in Languages with "Phono-Logographic" Script”. Languages in Contrast 4:  sid. 281–318. http://www.zuckermann.org/pdf/cultural_hybridity.pdf.
- Zuckermann, Ghil'ad (2003). ”Language Contact and Globalisation: The Camouflaged Influence of English on the World's Languages – with special attention to Israeli (sic) and Mandarin”. Cambridge Review of International Affairs 16:  sid. 287–307. http://www.zuckermann.org/english.pdf.
- Zuckermann, Ghil'ad (2008). ”'Realistic Prescriptivism': The Academy of the Hebrew Language, its Campaign of 'Good Grammar' and Lexpionage, and the Native Israeli Speakers”. Israel Studies in Language and Society 1:  sid. 135–154. http://www.zuckermann.org/pdf/Realistic_Prescriptivism_Academy.pdf.
- Zuckermann, Ghil'ad (2006). ”Complement Clause Types in Israeli”. i R. M. W. Dixon & A. Y. Aikhenvald. Complementation: A Cross-Linguistic Typology. Oxford: Oxford University Press. Sid. 72–92. http://www.zuckermann.org/pdf/complement_clause.pdf.
- Zuckermann, Ghil'ad (2006). ”"Etymythological Othering" and the Power of "Lexical Engineering" in Judaism, Islam and Christianity. A Socio-Philo(sopho)logical Perspective”. i Tope Omoniyi & Joshua A Fishman. Explorations in the Sociology of Language and Religion. Amsterdam: John Benjamins. Sid. 237–258. http://www.zuckermann.org/pdf/ENGINEERING.pdf.
- Yadin, Azzan; Zuckermann, Ghil'ad (2010). ”Blorít: Pagans' Mohawk or Sabras' Forelock?: Ideological Secularization of Hebrew Terms in Socialist Zionist Israeli”. i Tope Omoniyi. The Sociology of Language and Religion: Change, Conflict and Accommodation. UK: Palgrave Macmillan. Sid. 84–125. http://www.zuckermann.org/pdf/Secularization-F.pdf.
- Sapir, Yair; Zuckermann, Ghil'ad (2008). ”Icelandic: Phonosemantic Matching”. i Judith Rosenhouse & Rotem Kowner. Globally Speaking: Motives for Adopting English Vocabulary in Other Languages. Clevedon-Buffalo-Toronto: Multilingual Matters. Sid. 19–43. http://www.zuckermann.org/pdf/icelandicPSM.pdf.

## Filmografi
- Fry's Planet Word, Stephen Fry interviews Ghil'ad Zuckermann
- edX MOOC Language Revival: Securing the Future of Endangered Languages’’
- SBS: Living Black: S18 Ep9 - Linguicide
- Babbel: Why Revive A Dead Language? - Interview with Prof. Ghil'ad Zuckermann
- Barngarla people rediscover their language, Special Broadcasting Service (SBS)
- The Politics of Language (BBC), Stephen Fry interviews, again, Professor Ghil'ad Zuckermann (30 September 2011)